# Rio Juqueri
Rio Juqueri är ett vattendrag i Brasilien.   Det ligger i delstaten São Paulo, i den sydöstra delen av landet, 900 km söder om huvudstaden Brasília.
Runt Rio Juqueri är det i huvudsak tätbebyggt. Runt Rio Juqueri är det tätbefolkat, med 613 invånare per kvadratkilometer.